# Tartanedo (kommunhuvudort)
Tartanedo är en kommunhuvudort i Spanien.   Den ligger i provinsen Provincia de Guadalajara och regionen Kastilien-La Mancha, i den centrala delen av landet, 160 km öster om huvudstaden Madrid. Tartanedo ligger 1 191 meter över havet och antalet invånare är 172.
Terrängen runt Tartanedo är platt österut, men västerut är den kuperad. Terrängen runt Tartanedo sluttar österut.  Trakten runt Tartanedo är nära nog obefolkad, med mindre än två invånare per kvadratkilometer. Närmaste större samhälle är Molina de Aragón, 16,9 km söder om Tartanedo. Trakten runt Tartanedo består till största delen av jordbruksmark.